# Embalse de la Boga
El embalse de la Boga es una pequeña infraestructura hidráulica española situada en el municipio de Gimenells y El Pla de la Font, en la comarca del Segriá, provincia de Lérida, Cataluña.
Se trata de 3 pantanos artificiales. Los dos inferiores, conocidos como Pantano de la Boga y Desagüe del Gatell, son adyacentes, separados por la esclusa del Pantano de la Boga. El superior, en cambio, está separado del pantano de la Boga por la carretera Gimenells-Raimat y por un pequeño sector hundido, con abundante carrizal y lleno de desechos de toda clase, que quizá había sido también utilizado como pantano hace años.